# Veleposlaništvo Republike Slovenije na Slovaškem
Veleposlaništvo Republike Slovenije na Slovaškem (uradni naziv Veleposlaništvo Republike Slovenije Bratislava) je diplomatsko-konzularno predstavništvo (veleposlaništvo) Republike Slovenije s sedežem v Bratislavi (Slovaška).
Vodja diplomatsko-konzularnega predstavništva je veleposlanik Stanislav Raščan.

## Veleposlaniki
- Stanislav Raščan (2022-danes)
- Gregor Kozovinc (2017-2022)
- Bernarda Gradišnik (2013-2017)
- Stanislav Vidovič (2009-2013)
- Maja Marija Lovrenčič Svetek (2004-2008)
- Ada Filip-Slivnik (2000-2004)

## Galerija
- Frontalno
- Zastave
- Ulica